# Boukoleon-paleis

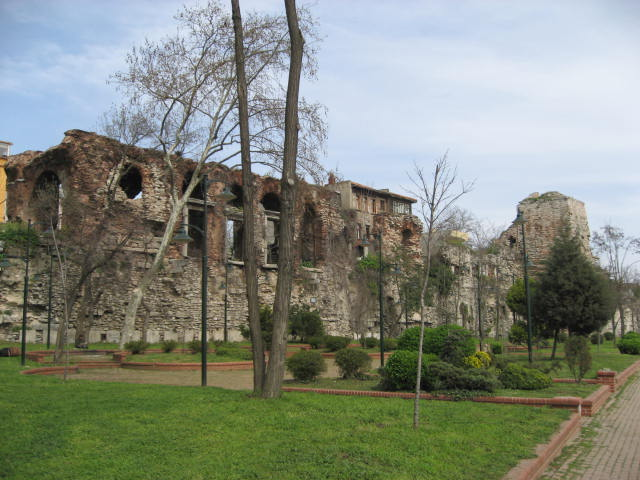
De huidige restanten van het paleis

Het Boukoleon-paleis was een van de Byzantijnse paleizen van Constantinopel. Het is waarschijnlijk gebouwd in opdracht van Theodosius II in de 5e eeuw. Het paleis ligt aan de kust van de Zee van Marmara. Keizer Theophilos van Byzantium liet het paleis uitbreiden.
Het paleis fungeerde geruime tijd als het belangrijkste van het Rijk. Dit veranderde met plunderingen van de stad tijdens de Vierde Kruistocht in 1204. Bonifatius I van Monferrato nam het paleis in. Het paleis raakte echter in onbruik na de herovering van de stad in 1261 door Michaël VIII Palaiologos. Toen de Ottomanen de stad twee eeuwen later veroverden was het al grotendeels geruïneerd.